# Plan Young
Le plan Young signé à Paris le 7 juin 1929 est un prolongement du plan Dawes (1924) permettant à l'Allemagne de rééchelonner à la fois le paiement du restant de ses annuités de réparation de guerre et ses remboursements liés à sa dette publique consécutive à de nombreux emprunts. 
Le plan a été présenté par le comité présidé (1929-1930) par l’industriel et diplomate américain Owen D. Young, créateur et ancien premier président de la Radio Corporation of America (RCA), qui, à cette époque, siégeait simultanément au conseil d’administration de la fondation Rockefeller, et avait également été l'un des représentants impliqués dans le plan Dawes de 1924.
Il ne fut jamais réellement exécuté du fait des conséquences de la crise de 1929.

## Histoire

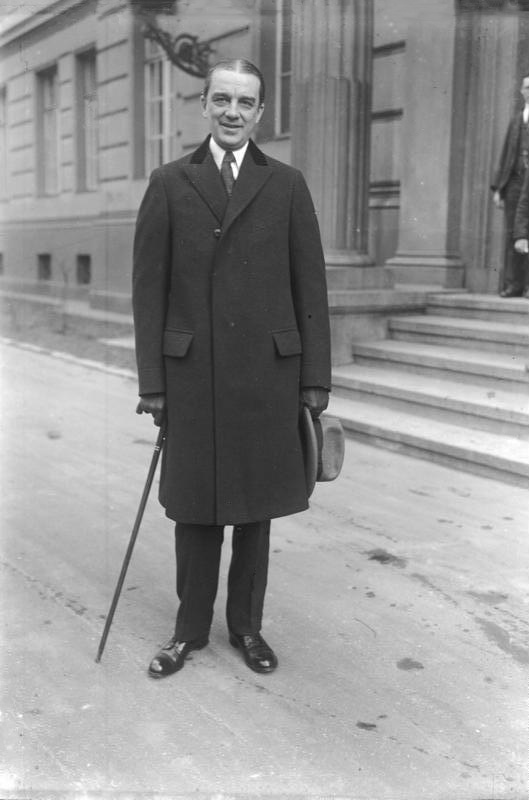
Owen Young en 1924, déjà membre du comité Dawes.

En 1929, alors que se termine l'échéancier prévu par le plan Dawes, soit 20 milliards de marks-or réglé sur dix annuités, se met en place, à l'initiative des Américains qui sont ici les principaux bailleurs de fonds, un nouveau plan d'échelonnement du restant de la dette allemande. Le plan Young prévoit un règlement définitif des réparations. Celui-ci réduit sensiblement le montant total des réparations dues par l'Allemagne (d'environ 17 %) et re-échelonne les paiements sur 59 annuités, les faisant courir jusqu'en 1988. Par ailleurs, il supprime le contrôle international sur les chemins de fer, l'hypothèque d'une partie de l'industrie allemande et la présence à Berlin de l'agent général des réparations, l'Américain Seymour Parker Gilbert. Enfin, il prévoit, en cas de difficultés économiques internationales, la possibilité d'un nouveau moratoire. Or, la crise économique de 1929 qui éclate quelques semaines après la signature du plan Young entraîne la liquidation progressive des réparations. En 1931, le moratoire Hoover, pris à l'initiative du président des États-Unis, suspend pour un an l'ensemble des dettes inter-gouvernementales. En juillet 1932, la conférence de Lausanne décide la fin du paiement des réparations mais ses conclusions ne seront jamais ratifiées. De plus, la prise du pouvoir par Hitler fait que les obligations du traité de Versailles vont être systématiquement bafouées.

## Les origines

### Renouveler le plan Dawes
Dans son rapport de décembre 1927, Seymour Parker Gilbert, l'agent général des paiements, annonce qu'une révision du plan Dawes devient nécessaire, puisque l'échéancier arrive à son terme. Dès le mois de janvier 1928, Aristide Briand déclare à la Chambre des députés que l'année ne pourra pas s'écouler sans que d'importantes négociations n'aient lieu sur la question. Briand en 1930 s'oppose fortement à une révision du traité de Versailles, en théorie possible par son 19e article. Les puissances intéressées s'entendent à la Société des Nations pour convoquer un comité d'experts qui sera chargé du règlement complet et définitif du problème des réparations. C'est, comme en 1924, Owen D. Young qui assure la présidence de ce comité d'experts.

### Les raisons de ce renouvellement
Selon la métaphore de Jacques Seydoux, la mise en place du plan Dawes s'apparente à la « construction d'une maison sans toit ». En effet, le plan Dawes ne fixe pas le montant absolu des réparations que l'Allemagne doit, mais se contente de tabler sur le calcul échelonné d'une première tranche de 20 milliards de marks-or. Il s'agit donc essentiellement de savoir combien de temps il faudra à l'Allemagne pour s'acquitter du restant de sa dette et des intérêts. Le comité d'experts est donc réuni par Owen D. Young pour donner une suite au plan Dawes, c'est-à-dire pour rééchelonner les versements par annuité du solde. La question des garanties que doivent prendre les Alliés entre eux vis-à-vis de l'Allemagne se pose rapidement.

### Les garanties
Comme garanties, les experts du plan Dawes avaient fait établir des obligations signées conjointement par les grandes firmes industrielles allemandes, par exemple la Reichsbahn : cette compagnie ferroviaire était surveillée par un haut-commissaire et un conseil d'administration en partie étrangers. Les principaux revenus, notamment issus des douanes, étaient contrôlés et ponctionnés. En contrepartie, le comité des transferts se chargeait d'effectuer les paiements allemands reçus en marks par l'agent général soit en espèces, soit en nature (biens manufacturés, ressources minières et agricoles). C'était la garantie qu'avait l'Allemagne que sa monnaie ne serait jamais atteinte par ses paiements de réparations. Il apparaissait nécessaire d'alléger tout ce système et de modifier la surveillance de la Compagnie des chemins de fer allemands. L'Allemagne insiste vivement pour la suppression du système de contrôle et du comité des transferts, désireuse de retrouver sa pleine souveraineté.

### Situation économique de l'Allemagne en 1928
Le pays redresse son économie en 1924-1925 grâce à la politique monétaire de Hjalmar Schacht appuyée sur l'aide financière américaine. Le reichsmark est réformé puis stabilisé, l'inflation maîtrisée, mais une politique de taux d'intérêt élevés et de restriction de la masse monétaire a des conséquences sur le secteur financier, ruiné par les années d'hyperinflation de 1920-1923. Alors que la croissance revient en Allemagne (5 à 6 % en moyenne), les banques ont besoin de fonds pour investir et prêter. Elles vont donc les trouver à l'étranger et particulièrement aux États-Unis sous la forme de financement souvent à court terme (par exemple, 200 millions de dollars levés fin 1924). La part des créances étrangères dans le bilan des banques allemandes passent ainsi, entre 1925 et 1928, de 19,7 % à 43,7 % : elles sont garanties d'être réglées en cas de défaut de paiement par le plan Dawes, d'où la cavalcade. Avec ces munitions, les quatre grandes banques allemandes, la Danatbank, la Deutsche Bank (appelée alors DeDiBank), la Commerzbank et la Dresdner Bank, se livrent une concurrence acharnée. Les crédits sont accordés sans précautions aux entreprises et aux particuliers, le niveau de risque s'élève dangereusement : cette zone sismique produira ses effets en juillet 1931, lors de l'effondrement du système bancaire allemand.
Donc, on assiste depuis 1924 à une poussée artificielle de la consommation et de la croissance en Allemagne, essentiellement alimentée par l'emprunt. Cela ne l'empêche pas de payer sa dette souveraine, bien au contraire, le pays paye à crédit, suivant même un montage de crédits, un véritable château de cartes. « Plus nous emprunterons à l'étranger, moins nous aurons à payer au titre des réparations » affirme une note interne au ministère allemand des Affaires étrangères. La stratégie de Gustav Stresemann consiste à rendre les créanciers étrangers otages du problème des réparations.

## La genèse du plan

### Le contexte
Le 11 février 1929, un groupe de financiers présidé par Owen D. Young, constitue un comité qui révise le plan Dawes. Pendant ce temps, la presse allemande mène une ardente campagne pour prouver que ce comité devait reprendre entièrement le problème de la capacité de paiement de l'Allemagne, l'étudier sur de nouvelles bases et se rendre compte que cette capacité de paiement était réduite au minimum et qu'il résulterait une diminution très grande des annuités possibles.

### Les travaux du comité
Très vite, le comité se divise en sous-comités et aiguille les travaux sur des voies de garage, à savoir aménager l'intérieur de la « maison avant d'en connaître le plan et la hauteur ». Il est décidé que « les experts seraient libres et en retour ne lieraient pas les gouvernements. Il ne s'agissait en somme que d'une consultation de techniciens et il faudrait ensuite un traité entre les puissances intéressés ».

#### Liste des participants
Le comité commence ses travaux le 9 février 1929, à hôtel George-V à Paris. Il est composé d'experts de diverses nationalités :
- américains : Owen D. Young et J. P. Morgan junior ; suppléants : Thos N. Perkins, T. W Lamont ;
- allemands : Hjalmar Schacht, Dr Voegler ; suppléants : Dr C. Melchior, Dr Kastl ;
- belges : Émile Francqui, Camille Gutt ; Félicien Cattier; suppléants : le baron Terlinden, H. Fabre ;
- britanniques : Josiah Stamp et John Baring ; suppléants : Charles Addis, Basil Blackett ;
- français : Émile Moreau, Jean Parmentier ; suppléants : M. Moret, Edgard Allix ;
- italiens : Dr Alberto Pirelli, Fulvio Suvitch ; suppléants : Giuseppe Bianchini, Bruno Dolutta ;
- japonais : M. Kengo Mori, K. C. M. G. M. Takaschiaoki ; suppléants : Suburo Snoda, Jasummure Matsui.

On notera l'absence des experts de nationalité grecque, serbe ou encore hongroise.[pourquoi ?]

#### Le rôle d'Owen D. Young
Le rôle d'Owen D. Young fut central en regard des autres experts. Ses collègues lui adressèrent à ce propos de nombreux hommages. « Sans ménager sa peine le jour ni la nuit, M. Young fut pour ses collègues, ce  précieux « guide et maestro » que Virgile était pour Dante ».

#### Une plus grande autonomie allemande
À la suite des demandes allemandes de suppression du système de contrôle et du comité des transferts, il est alors entendu que le règlement définitif des réparations lui donnerait la seule responsabilité des paiements. L'Allemagne devient donc souveraine dans sa politique économique. Elle n'a cependant plus la possibilité de différer les versements.

### Le projet de Banque des règlements internationaux
Lors de la réunion du comité est évoqué le projet de création d'une Banque des règlements internationaux (BRI). Celle-ci doit recevoir les versements allemands, en assurant le transfert et la répartition entre les créanciers. Elle doit aussi procéder à la commercialisation de la dette suivant les possibilités du marché financier. Cela doit permettre de supprimer une grande partie des organismes temporaires créés par le plan Dawes et d'y substituer un système financier au système politique existant. Il s'agit d'un système de « contrôle sans contrôle ». Cela justifie et rend logique la liquidation de tous les contrôles politiques, en les remplaçant par cet institut de caractère commercial et financier. Organe de compensation, la banque doit coopérer avec tous les gouvernements intéressés, recevant ainsi d'importantes réserves en devises étrangères et pouvant, par conséquent, rendre des services considérables à l'Allemagne lorsque les questions de transfert et de change viendront à se poser. Son application débute en janvier 1930.

#### Les trois critiques adressées à la Banque des règlements internationaux
En 1930, le monde politique français bien qu'ouvert sur la question rhénane émet notamment trois critiques à l'égard de la Banque des Règlements internationaux.
Tout d'abord, il s'agit d'une banque qui va être une banque d'affaires. Ensuite, elle entrainera par son activité de l'inflation et du crédit. Enfin, elle risque de devenir une puissance politique en prêtant de l'argent aux gouvernements et elle pèsera sur la politique de l'Europe. La Banque des règlements internationaux (BRI) « est en fait et malgré la présence de délégués américains et japonais au conseil d'administration, une banque européenne ».

### L'état de l'opinion allemande
Cependant, l'opinion publique allemande n'a, en théorie, aucun motif de s'élever contre l'acceptation du plan Young, proposé à l'unanimité par les experts. « Si les critiques fondées doivent se produire, elles peuvent émaner de contribuables des puissances créancières estimant exagérées les concessions consenties en vue de ce règlement total et définitif du problème des Réparations. » Mais, en pratique, la formulation même du plan, qui propose un remboursement jusqu’en 1988, donne des arguments politiques à ses détracteurs. Voilà pourquoi, le 15 juin, le Parti national du peuple allemand (DNVP) publie un manifeste contre le plan Young, et propose de lancer un référendum d’initiative populaire contre celui-ci. Une « commission du Reich pour le référendum allemand » est créée le 9 juillet 1929. Elle comprend des représentants du Stahlhelm (Franz Seldte), du DNVP (Alfred Hugenberg) et du Parti national-socialiste des travailleurs allemands (NSDAP) (Adolf Hitler). La participation au référendum du 25 novembre 1929 est suffisante pour que le comité soumette une loi au Reichstag. « Pendant la discussion du plan Young, la courbe de température de la République monta dangereusement. » Le projet de « loi contre l’asservissement du peuple allemand » est donc discuté au Reichstag le 29 et le 30 novembre 1929. La loi est cependant rejetée par le Reichstag, puis par le référendum. Si c'est un échec pour le DNVP, le NSDAP tire lui profit de la perte de crédibilité des autres membres du comité de lutte.

## Conséquences et difficultés

### Les conséquences du plan Young
Le plan Young a créé une relation entre la créance contre l'Allemagne et les dettes interalliées car deux tiers de ce que les Allemands donneront ira en dernier lieu en Amérique pour l'acquittement de la dette de guerre et qu'un tiers seulement restera en Europe comme solde substantiel pour les réparations des dommages. Il y a donc une corrélation entre les obligations allemandes et les dettes interalliées. Un autre effet du plan Young a été d'arrêter d'une façon définitive les sommes dues par l'Allemagne. Le plan a donc brisé la solidarité qui existait entre l'Allemagne et ses anciens alliés en ce qui concerne les dettes de ces pays. Le plan Young entraîne la suppression de la Commission des réparations.

### Le plan Young et ses difficultés: d'amont en aval

#### Pendant les négociations
Dès les premiers jours, le mutisme des négociations transparaît à travers le peu de choses qu'on laisse transpirer dans le grand public. Le premier rapport émis par le comité se heurta aux objections britanniques qui entraînèrent de nouvelles négociations se soldant par l'élaboration d'un nouveau plan le 31 août 1929. Les pays vainqueurs se réunirent à deux conférence à La Haye pour finalement adopter le plan Young en janvier 1930. Le plan Young prévoit alors que le montant total des réparations s'élève à 26 350 millions de dollars qui seront payés par l'Allemagne sur un peu plus de 58 ans. Un tiers de cette somme, les annuités inconditionnelles devra alors être payé sans délai tandis que le reste s'échelonne jusqu'en 1988, étant les annuités différables. Pour cela, il était prévu que le gouvernement allemand mette en place un impôt sur les transports.
| Années (du 01/04 au 31/03) | Annuité (en mill. marks) | Années (du 01/04 au 31/03) | Annuité (en mill. marks) | Années (du 01/04 au 31/03) | Annuité (en mill. marks) | Années (du 01/04 au 31/03) | Annuité (en mill. marks) |
| -------------------------- | ------------------------ | -------------------------- | ------------------------ | -------------------------- | ------------------------ | -------------------------- | ------------------------ |
| 1929-1930 (7 mois)         | 742,8                    | 1944-1945                  | 2 207,5                  | 1959-1960                  | 2 370,6                  | 1974-1975                  | 1 668,4                  |
| 1930-1931                  | 1 707,9                  | 1945-1946                  | 2 203,8                  | 1960-1961                  | 2 380,5                  | 1975-1976                  | 1 675,0                  |
| 1931-1932                  | 1 685,0                  | 1946-1947                  | 2 199,5                  | 1961-1962                  | 2 398,3                  | 1976-1977                  | 1 678,7                  |
| 1932-1933                  | 1 738,2                  | 1947-1948                  | 2 215,2                  | 1962-1963                  | 2 390,2                  | 1977-1978                  | 1 685,4                  |
| 1933-1934                  | 1 804,3                  | 1948-1949                  | 2 210,0                  | 1963-1964                  | 2 402,6                  | 1978-1979                  | 1 695,5                  |
| 1934-1935                  | 1 866,9                  | 1949-1950                  | 2 316,8                  | 1964-1965                  | 2 402,1                  | 1979-1980                  | 1 700,4                  |
| 1935-1936                  | 1 892,9                  | 1950-1951                  | 2 359,2                  | 1965-1966                  | 2 428,8                  | 1980-1981                  | 1 711,3                  |
| 1936-1937                  | 1 937,7                  | 1951-1952                  | 2 343,2                  | 1966-1967                  | 2 428,8                  | 1981-1982                  | 1 687,6                  |
| 1937-1938                  | 1 977,0                  | 1952-1953                  | 2 346,2                  | 1967-1968                  | 1 606,9                  | 1982-1983                  | 1 691,8                  |
| 1938-1939                  | 1 995,3                  | 1953-1954                  | 2 353,3                  | 1968-1969                  | 1 607,7                  | 1983-1984                  | 1 703,3                  |
| 1939-1940                  | 2 042,8                  | 1954-1955                  | 2 364,6                  | 1969-1970                  | 1 606,9                  | 1984-1985                  | 1 683,5                  |
| 1940-1941                  | 2 155,5                  | 1955-1956                  | 2 359,8                  | 1970-1971                  | 1 616,7                  | 1985-1986                  | 925,1                    |
| 1941-1942                  | 2 180,7                  | 1956-1957                  | 2 354,2                  | 1971-1972                  | 1 653,9                  | 1986-1987                  | 931,4                    |
| 1942-1943                  | 2 180,0                  | 1957-1958                  | 2 361,8                  | 1972-1973                  | 1 662,3                  | 1987-1988                  | 897,8                    |
| 1943-1944                  | 2 196,3                  | 1958-1959                  | 2 393,8                  | 1973-1974                  | 1 665,7                  |                            |                          |

Barème proposé par les experts aux gouvernements. L'annuité est constante pendant 37 années, soit 1 988 millions de marks.

#### La conjoncture économique de 1929

Session de la conférence de La Haye 1929/30 au cours de laquelle le plan Young a été adopté

Le comité Young est formé en janvier 1929. Les mouvements désordonnés de capitaux manquent de provoquer le krach « six mois avant l'heure ». La crise économique due à l'effondrement de Wall Street survient en plein cœur des négociations. Les banques américaines commencent alors à retirer leurs fonds d'Europe et surtout annulent les crédits qui rendaient viable le plan Young.

### Le moratoire Hoover
Si l'application du plan Young est tout d'abord rigoureuse, il n'en est plus ainsi lorsque se font ressentir les effets de la crise de 1929. Le 20 juin 1931, le président des États-Unis, Herbert Hoover, propose solennellement la suspension de tous paiements sur les dettes intergouvernementales, dettes de réparations et de relèvements. Le moratoire d'un an demandé aux Européens semble leur laisser le soin de régler leurs problèmes de réparations sans pour autant suspendre le règlement des dettes interalliées. L'Allemagne est alors dans l'incapacité de survivre sans apport extérieur. La France décide d'interrompre ses propres remboursements aux États-Unis si l'Allemagne interrompt les siens.
En juin 1932, lors de la conférence de Lausanne, on prévoit pour toutes les réparations un forfait général de trois milliards de marks à verser à la Banque des règlements internationaux. À la fin de 1932, le règlement des dettes consécutives à la guerre de 1914-1918 semble terminé. À partir de janvier 1933, on ne parle plus des réparations dues au titre de la Première Guerre mondiale.